# Jean-Pierre François
Pour les articles homonymes, voir François.
Jean-Pierre François, né le 7 juin 1965 à Pont-à-Mousson (Meurthe-et-Moselle), est un chanteur et footballeur français. Il est principalement célèbre pour avoir été l'interprète de la chanson Je te survivrai composée par Didier Barbelivien.

## Biographie
Jean-Pierre François commence sa carrière en tant que footballeur au club de Blénod-lès-Pont-à-Mousson qui atteint la Division 2 en 1982-1983, il continue sa carrière au Dijon FC, au FC Bâle (en Suisse) puis à l'AS Saint-Étienne en 1987 (il joue six matches avec la grande équipe des Verts et marque sept buts avec la réserve lors de la saison 1987-1988). Il termine sa carrière sportive en 1988.
En 1989, il sort le tube Je te survivrai qui atteint la 2e place au Top 50, et qui lui vaut un grand succès en radios et télévisions. La chanson avait pourtant fait une entrée discrète en commençant par la 41e place (le 24 juin), mais en quelques semaines (18e le 18 juillet, 11e le 22 juillet, 5e le 29 juillet, et 2e le 5 août) elle devint un classique de l'été 1989, n’étant surclassée que par le tube de l'été La Lambada du groupe franco-brésilien Kaoma.
L'album Des Nuits est publié en 1990. Sur cet album, outre Je te survivrai, figurent trois autres singles : Il a neigé sur les lacs (6e au top 50), mais aussi : Des nuits et La gamine.
Il commercialise en 1991 le single Première main, puis en 1992, un duo avec Debbie Davis Y'a des heures, qui sort chez Carrere, produit par Orlando le frère de Dalida.
En 2004, sa fille Sandy François intègre la quatrième promotion de Star Academy sur TF1, aux côtés du gagnant de cette même saison, Grégory Lemarchal. Jean-Pierre François fera une courte apparition sur le plateau de l'émission. 
Devenu Président d'honneur au Club de Ramatuelle, il s'emploie en 2008 au projet de création d'un centre de formation de football pour jeunes filles.
Il a tenu une discothèque à Saint-Cyprien (Pyrénées-Orientales).

## Discographie
- Des Nuits (1989)